# Structure des votes aux élections présidentielles françaises au suffrage universel direct
 (mai 2017).
Si vous disposez d'ouvrages ou d'articles de référence ou si vous connaissez des sites web de qualité traitant du thème abordé ici, merci de compléter l'article en donnant les références utiles à sa vérifiabilité et en les liant à la section « Notes et références ».
Cette page recense la structure des votes aux élections présidentielles sous la Cinquième République depuis 1965 et en dernier lieu celle de l'élection présidentielle française de 2017

## Résultats de la gauche aux élections présidentielles depuis 1965
| Courant politique                                     | 1965                                                    | 1969                        | 1974                                   | 1981              | 1988              | 1995             | 2002                        | 2007                            | 2012                      | 2017                          |
| ----------------------------------------------------- | ------------------------------------------------------- | --------------------------- | -------------------------------------- | ----------------- | ----------------- | ---------------- | --------------------------- | ------------------------------- | ------------------------- | ----------------------------- |
| Écologistes                                           | -                                                       | -                           | 1,32 % désigné par groupes écologiques | 3,88 % (MEP)      | 3,78 % (LV)       | 3,32 % (LV)      | 5,25 % (LV)                 | 1,32 % écolo - altermondialiste | 2,31 % (EELV)             | 6,36 % (PS)                   |
| Écologistes                                           | -                                                       | -                           | 1,32 % désigné par groupes écologiques | 3,88 % (MEP)      | 3,78 % (LV)       | 3,32 % (LV)      | 5,25 % (LV)                 | 1,57 % (LV)                     | 2,31 % (EELV)             | 6,36 % (PS)                   |
| Souverainisme de gauche Républicanisme                | -                                                       | -                           | -                                      | -                 | -                 | -                | 5,33 % Pôle républicain     | 25,58 % (PS)                    | 28,63 % (PS)              | 6,36 % (PS)                   |
| Radicalisme (de gauche)                               | 31,72 % (CIR), - investiture SFIO, PCF, Radicaux) PSU - | 5,01 % (SFIO)               | 43,25 %, (PS) - Union de la gauche -   | 2,21 % (MRG)      | -                 | -                | 2,32 % (PRG)                | 25,58 % (PS)                    | 28,63 % (PS)              | 6,36 % (PS)                   |
| SFIO-PS                                               | 31,72 % (CIR), - investiture SFIO, PCF, Radicaux) PSU - | 5,01 % (SFIO)               | 43,25 %, (PS) - Union de la gauche -   | 25,85 % (PS)      | 34,11 % (PS)      | 23,3 % (PS)      | 16,18 % (PS)                | 25,58 % (PS)                    | 28,63 % (PS)              | 6,36 % (PS)                   |
| Parti communiste français                             | 31,72 % (CIR), - investiture SFIO, PCF, Radicaux) PSU - | 21,27 %                     | 43,25 %, (PS) - Union de la gauche -   | 15,35 %           | 6,76 %            | 8,64%            | 3,37 %                      | 1,93 %                          | 11,10 % (Front de Gauche) | 19,58 % (La France Insoumise) |
| Socialistes hors SFIO-PS                              | 31,72 % (CIR), - investiture SFIO, PCF, Radicaux) PSU - | 3,61 % (PSU)                | 43,25 %, (PS) - Union de la gauche -   | 1,10 % (PSU)      | 2,10 % (CIS)      | -                | -                           | -                               | 11,10 % (Front de Gauche) | 19,58 % (La France Insoumise) |
| LCR/NPA                                               | -                                                       | 1,06 %                      | -                                      | -                 | 2,10 % (CIS)      | -                | 4,25 %                      | 4,08 %                          | 1,15 % (NPA)              | 1,09 % (NPA)                  |
| Lutte ouvrière                                        | -                                                       | -                           | 2,33 %                                 | 2,30 %            | 1,99 %            | 5,30 %           | 5,72 %                      | 1,33 %                          | 0,56 %                    | 0,64 %                        |
| Lambertisme                                           | -                                                       | -                           | -                                      | -                 | 0,38 % (MPPT)     | -                | 0,47 % (PT)                 | 0,34 % (PT)                     | -                         | -                             |
| Total Mouvance trotskiste                             | -                                                       | 1,06 %                      | 2,33 %                                 | 2,30 %            | 2,37 %            | 5,30 %           | 10,44 %                     | 5,75 %                          | 1,71 %                    | 1,73 %                        |
| Total socialistes et centre gauche (Hors écologistes) | 31,72 %                                                 | 5,01 %                      | 43,94 %                                | 28,06 %           | 34,11 %           | 23,30 %          | 18,50 %                     | 25,85 %                         | 28,63 %                   | 6,36 %                        |
| Total Gauche radicale                                 | -                                                       | 25,94 %                     | 2,33 %                                 | 18,75 %           | 11,23 %           | 13,94 %          | 13,81 %                     | 9,00 %                          | 12,81 %                   | 19,58 %                       |
| Ratio candidature majoritaire / total de la Gauche    | 100 % (CIR)                                             | 68,72 % (PCF)               | 90,88 % (PS)                           | 51 % (PS)         | 69,44 % (PS)      | 57,45 % (PS)     | 37,73 % (PS)                | 70,20 % (PS)                    | 65,44 % (PS)              | 70,76 % (FI)                  |
| Total 1er tour                                        | 31,72 %                                                 | 30,95 %                     | 47,59 %                                | 50,69 %           | 49,12 %           | 40,56 %          | 42,88 %                     | 36,44 %                         | 43,75 %                   | 27,67 %                       |
| Total 2d tour                                         | 44,80 %                                                 | -                           | 49,19 %                                | 51,76 %           | 54,02 %           | 47,36 %          | -                           | 46,94 %                         | 51,62 %                   | -                             |
| Évolution entre-deux-tours                            | + 13,08 % Défaite                                       | Gauche non présente Défaite | + 1,60 % Défaite                       | + 1,07 % Victoire | + 4,90 % Victoire | + 6,80 % Défaite | Gauche non présente Défaite | + 10,5 % Défaite                | + 7,87 % Victoire         | Gauche non présente Défaite   |

## Résultats de la droite et du centre aux élections présidentielles depuis 1965
| Courant politique                                               | 1965                                        | 1969                                     | 1974                              | 1981             | 1988             | 1995                                    | 2002                           | 2007               | 2012             | 2017                                     |
| --------------------------------------------------------------- | ------------------------------------------- | ---------------------------------------- | --------------------------------- | ---------------- | ---------------- | --------------------------------------- | ------------------------------ | ------------------ | ---------------- | ---------------------------------------- |
| Extrême droite                                                  | 5,20 %                                      | -                                        | 0,75 % (FN)                       | -                | 14,38 % (FN)     | 15,00 % (FN)                            | 2,34 % (MNR)                   | 10,44 % (FN)       | 17,90 % (FN)     | 21,30 % (FN)                             |
| Extrême droite                                                  | 5,20 %                                      | -                                        | 0,75 % (FN)                       | -                | 14,38 % (FN)     | 15,00 % (FN)                            | 16,86 % (FN)                   | 10,44 % (FN)       | 17,90 % (FN)     | 21,30 % (FN)                             |
| Autres conservateurs                                            | -                                           | -                                        | 3,17 %                            | 1,33 %           | -                | 4,74 % (MPF)                            | 1,19 % (FRS)                   | 2,23 % (MPF)       | 1,79 % (DLR)     | 0,92 % (UPR)                             |
| Autres conservateurs                                            | -                                           | -                                        | 3,17 %                            | 1,33 %           | -                | 4,74 % (MPF)                            | 1,19 % (FRS)                   | 2,23 % (MPF)       | 1,79 % (DLR)     | 4,70 % (DLF)                             |
| Autres gaullistes                                               | -                                           | -                                        | -                                 | 1,66 %           | -                | -                                       | -                              | -                  | 1,79 % (DLR)     |                                          |
| Défense de la ruralité                                          | -                                           | -                                        | -                                 | -                | -                | -                                       | 4,23 (CPNT)                    | 1,15 % (CPNT)      | 27,18 % (UMP)    | 20,01 % (LR)                             |
| Parti gaulliste et successeurs                                  | 44,65 % (UNR)                               | 44,47 % (UDR) investiture RI             | 15,11 % (UDR, soutenu par le CDP) | 18,00 % (RPR)    | 19,96 % (RPR)    | 20,84 % (RPR)                           | 19,88 % (RPR)                  | 31,18 % (UMP)      | 27,18 % (UMP)    | 20,01 % (LR)                             |
| Libéraux                                                        | 15,57 % (MRP) soutien CNIP et élus radicaux | 44,47 % (UDR) investiture RI             | 32,60 % (RI, soutenu par le CD)   | 28,32 % (UDF)    | 16,54 % (UDF)    | 18,58 % (investiture UDF dissident RPR) | 3,91 % (DL)                    | 31,18 % (UMP)      | 27,18 % (UMP)    | 20,01 % (LR)                             |
| Centre                                                          | 15,57 % (MRP) soutien CNIP et élus radicaux | 23,31 % (CD)                             | 32,60 % (RI, soutenu par le CD)   | 28,32 % (UDF)    | 16,54 % (UDF)    | 18,58 % (investiture UDF dissident RPR) | 6,84 % (UDF)                   | 18,57 % (UDF)      | 9,13 % (MoDem)   | 24,01 % (EM)                             |
| Divers centre                                                   | 1,71 % (PLE)                                | 1,27 % radical-socialiste                | 0,69 % (MDSF)                     | -                | -                | 1,88 % (Cap 21)                         | -                              | -                  | _                | 24,01 % (EM)                             |
| Divers centre                                                   | 1,71 % (PLE)                                | 1,27 % radical-socialiste                | 0,69 % (MDSF)                     | -                | -                | 1,88 % (Cap 21)                         | -                              | -                  | _                | 1,21 %                                   |
| Total Centre                                                    | 17,28 %                                     | 24,58 %                                  | 33,29 %                           | 28,32 %          | 16,54 %          | 20,46 %                                 | 6,84 %                         | 18,57 %            | 9,13 %           | 25,22 %                                  |
| Total Droite hors Centre                                        | 51,56 %                                     | 45,74 %                                  | 21,99 %                           | 21,00 %          | 34,34 %          | 40,58 %                                 | 46,53 %                        | 45,00 %            | 46,87 %          | 46,93 %                                  |
| Total Droite modérée et Centre                                  | 61,93 %                                     | 69,05 %                                  | 50,88 %                           | 49,32 %          | 36,50 %          | 44,10 %                                 | 36,05 %                        | 51,87 %            | 38,10 %          | 50,85 %                                  |
| Total Extrême-droite                                            | 5,20 %                                      | -                                        | 0,75 %                            | -                | 14,38 %          | 15,00 %                                 | 19,20 %                        | 10,44 %            | 17,90 %          | 21,30 %                                  |
| Ratio candidature majoritaire / total de la Droite et du Centre | 66,51 % (UNR)                               | 64,40 % (UDR)                            | 62,88 % (RI), soutenu par le CD   | 57,42 % (UDF)    | 39,22 % (RPR)    | 35,23 % (RPR)                           | 35,98 % (RPR)                  | 49,04 % (UMP)      | 41,53 % (UMP)    | 33,28 % (EM)                             |
| Total 1er tour                                                  | 67,13 %                                     | 69,05 %                                  | 51,14 %                           | 49,32 %          | 50,88 %          | 59,16 %                                 | 55,25 %                        | 63,57 %            | 56 %             | 72,15 %                                  |
| Total 2d tour                                                   | 55,80 %                                     | 100 %                                    | 50,81 %                           | 48,24 %          | 45,98 %          | 52,64 %                                 | 100 %                          | 53,06 %            | 48,38 %          | 100 %                                    |
| Évolution entre-deux-tours                                      | - 11,33 % Victoire                          | Centre et Droite seuls présents Victoire | - 0,82 % Victoire                 | - 1,07 % Défaite | - 4,90 % Défaite | - 6,51 % Victoire                       | Droite seule présente Victoire | - 10,50 % Victoire | - 7,62 % Défaite | Centre et Droite seuls présents Victoire |

Lors de certains scrutins (1965, 1974, 1995), les évolutions respectives de la gauche et de la droite entre les deux tours ne se sont pas strictement compensées ; ceci tient à la présence au stade préliminaire de candidats non considérés par le Ministère de l'Intérieur comme relevant de ce spectre dichotomique. La candidature de Jacques Cheminade, présent en 1995, 2012 et 2017, ou celles des fédéralistes (Guy Héraud, Jean-Claude Sebag) et du royaliste (Bertrand Renouvin) en 1974 sont à cet endroit particulièrement illustratives.

## Rapport entre la gauche et la droite en 2012
Le total des voix de gauche  au premier tour équivalait à 43,75 % des votes exprimés, nettement en deçà des records de 1974 (47,59 %), 1981 (50,69 %) et 1988 (49,14 %). La somme des droites (telles que comprises par René Rémond) s'élèvait à 56 %, en retrait de 6,31 % par rapport aux 62,31 % des suffrages cumulés en 2007 par Nicolas Sarkozy, Jean-Marie Le Pen, Frédéric Nihous, Philippe de Villiers et François Bayrou. Cela alors que le MPF et le CPNT avaient, préalablement au scrutin, rallié l'UMP.
De fait, à l'exclusion de la présidentielle de 1981 ayant vu l'élection de François Mitterrand, le total des suffrages apportés aux candidats de gauche au premier tour est toujours inférieur à l'addition des voix de droite. Toutefois, entre les deux tours, il se produit un rééquilibrage — très variable selon les scrutins — au profit du candidat de gauche. Cet apport provient tant du socle initial d'un bloc des droites (par essence tripartite et divisé) que de la mobilisation  d'une part plus ou moins conséquente des abstentionnistes.
En mai 2012, la configuration avant le second tour, s'avérait compliquée pour Nicolas Sarkozy. En effet, outre la présence d'un segment frontiste (32 % du total des droites) dont la représentante évoqua publiquement « l'implosion de la droite » après avoir signifié qu'elle voterait « blanc », le président sortant devait rallier les suffrages d'un centre redevenu, à l'image d'un François Bayrou, qui le 3 mai 2012, annonça « à titre personnel » s'être décidé pour Hollande, comme dans les années 1960, autonome voire oppositionnel.
Nicolas Sarkozy sera finalement défait sur un score similaire à celui obtenu par Valéry Giscard d'Estaing le 10 mai 1981.

## Rapport entre la gauche et la droite en 2017
Lors de l'élection présidentielle de 2017, les deux partis de gouvernement subissent une lourde défaite et n'accèdent pas au second tour. Cette défaite provoque des crises chez le PS et Les Républicains et remet en cause le bipartisme et l'opposition droite/gauche.
Cette élection est aussi le théâtre d'une polarisation de l'électorat avec Marine Le Pen au second tour et le très bon score de Jean-Luc Mélenchon. 
Le second tour oppose Emmanuel Macron, candidat progressiste, libéral et pro-européen, à Marine Le Pen, candidate nationaliste, populiste et souverainiste.